# 2013-as magyar férfi vízilabdakupa
A 2013-as magyar férfi vízilabdakupa (hivatalosan 2013. évi Férfi Vízilabda Theodora Magyar Kupa) a magyar vízilabda-bajnokság után a második legrangosabb hazai versenysorozat. A Magyar Vízilabda-szövetség írja ki és 15 csapat részvételével bonyolítja le. A mérkőzéssorozat győztese a LEN-Európa-kupában indulhat.
2012-ben a kupát a A-Híd Szeged hódította el.

## Lebonyolítás
A verseny két fő szakaszból áll: egy selejtező csoportkörből és egy egyenes kieséses szakaszból. A 2013–14-es élvonalbeli vízilabda-bajnokság 14 csapata és a további nevezett csapatok négy csoportba kerülnek.
A csoportokban a csapatok egyfordulós – 1–4. forgatási táblázatú – körmérkőzéssel döntik el a helyezéseket. A csoportok első és második helyezett csapatai kerülnek az egyenes kieséses szakaszba. A legjobb nyolc között oda-visszavágós, az elődöntőben és a döntőben pedig egymérkőzéses párharcokat vívnak.

## Csoportkör
A csoportkör során mind a csoportmérkőzéseket ugyanazon a helyszínen rendezték meg. A csapatok körmérkőzéses rendszerben mérkőztek meg egymással. A csoportok első két helyezett csapata jutott a negyeddöntőbe.
| Színmagyarázat                        |
| ------------------------------------- |
| Az egyenes kieséses szakaszba jutott. |
| Kiesett.                              |

### A csoport
A csoportmérkőzéseket Pécsen rendezték. A csoportból két élvonalbeli csapat, a 2012-es kupagyőztes Diapolo Szeged és az Racionet Honvéd jutott tovább.
| #  | Csapat          | M | GY | D | V | DG–KG | GK  | P |
| -- | --------------- | - | -- | - | - | ----- | --- | - |
| 1. | Diapolo Szeged  | 2 | 2  | 0 | 0 | 27–15 | +12 | 6 |
| 2. | Racionet Honvéd | 2 | 0  | 1 | 1 | 17–19 | -2  | 1 |
| 3. | PVSK-Füszért    | 2 | 0  | 1 | 1 | 16–26 | -16 | 1 |

| 2013. augusztus 31. 11:00 (UTC+2) | Diapolo Szeged       | 17-7             | PVSK-Füszért    | Pécs, Magyarország Játékvezetők: Füzesi Zsolt, Horváth Csaba |
| 2013. augusztus 31. 11:00 (UTC+2) | (8-2, 3-2, 3-2, 3-1) |                  |                 | Pécs, Magyarország Játékvezetők: Füzesi Zsolt, Horváth Csaba |
| 2013. augusztus 31. 11:00 (UTC+2) | Tóth M. 5            | Jegyzőkönyv      | három játékos 2 | Pécs, Magyarország Játékvezetők: Füzesi Zsolt, Horváth Csaba |
| 2013. augusztus 31. 11:00 (UTC+2) | 6/13                 | Gól / emberelőny | 1/15            | Pécs, Magyarország Játékvezetők: Füzesi Zsolt, Horváth Csaba |
| 2013. augusztus 31. 11:00 (UTC+2) | 0/0                  | Gól / ötméteres  | 1/1             | Pécs, Magyarország Játékvezetők: Füzesi Zsolt, Horváth Csaba |

| 2013. augusztus 31. 14:00 (UTC+2) | PVSK-Füszért         | 9-9              | Racionet Honvéd | Pécs, Magyarország Játékvezetők: Vogel Gábor, Füzesi Zsolt |
| 2013. augusztus 31. 14:00 (UTC+2) | (1-1, 3–2, 1–5, 4–1) |                  |                 | Pécs, Magyarország Játékvezetők: Vogel Gábor, Füzesi Zsolt |
| 2013. augusztus 31. 14:00 (UTC+2) | Czigány Károly 3     | Jegyzőkönyv      | Kiss G. 4       | Pécs, Magyarország Játékvezetők: Vogel Gábor, Füzesi Zsolt |
| 2013. augusztus 31. 14:00 (UTC+2) | 3/9                  | Gól / emberelőny | 3/14            | Pécs, Magyarország Játékvezetők: Vogel Gábor, Füzesi Zsolt |
| 2013. augusztus 31. 14:00 (UTC+2) | 0/0                  | Gól / ötméteres  | 2/3             | Pécs, Magyarország Játékvezetők: Vogel Gábor, Füzesi Zsolt |

| 2013. augusztus 31. 18:00 (UTC+2) | Diapolo Szeged       | 8-10             | Racionet Honvéd | Pécs, Magyarország Játékvezetők: Horváth Csaba, Vogel Gábor |
| 2013. augusztus 31. 18:00 (UTC+2) | (2-0, 1–4, 3–4, 2–2) |                  |                 | Pécs, Magyarország Játékvezetők: Horváth Csaba, Vogel Gábor |
| 2013. augusztus 31. 18:00 (UTC+2) | három játékos 2      | Jegyzőkönyv      | Kiss Csaba 3    | Pécs, Magyarország Játékvezetők: Horváth Csaba, Vogel Gábor |
| 2013. augusztus 31. 18:00 (UTC+2) | 0/8                  | Gól / emberelőny | 5/13            | Pécs, Magyarország Játékvezetők: Horváth Csaba, Vogel Gábor |
| 2013. augusztus 31. 18:00 (UTC+2) | 0/0                  | Gól / ötméteres  | 2/2             | Pécs, Magyarország Játékvezetők: Horváth Csaba, Vogel Gábor |

### B csoport
A csoportmérkőzéseket Kaposváron rendezték. A csoportból két élvonalbeli csapat, a Szolnoki Dózsa-KÖZGÉP és a rendező Kaposvári VK jutott tovább.
| #  | Csapat                | M | GY | D | V | DG–KG | GK  | P |
| -- | --------------------- | - | -- | - | - | ----- | --- | - |
| 1. | Szolnoki Dózsa-KÖZGÉP | 3 | 3  | 0 | 0 | 41–26 | +15 | 9 |
| 2. | Kaposvári VK          | 3 | 2  | 0 | 1 | 33–31 | +2  | 6 |
| 3. | BVSC-Zugló            | 3 | 1  | 0 | 2 | 30–31 | -1  | 3 |
| 4. | KSI SE                | 3 | 0  | 0 | 3 | 26–42 | -26 | 0 |

| 2013. augusztus 31. 10:00 (UTC+2) | Szolnoki Dózsa-KÖZGÉP | 13-8             | KSI SE           | Kaposvár, Magyarország Játékvezetők: Marosvári Attila Madarasi Attila |
| 2013. augusztus 31. 10:00 (UTC+2) | (4-2, 4–4, 2–1, 3–1)  |                  |                  | Kaposvár, Magyarország Játékvezetők: Marosvári Attila Madarasi Attila |
| 2013. augusztus 31. 10:00 (UTC+2) | két játékos 4         | Jegyzőkönyv      | Hangody László 3 | Kaposvár, Magyarország Játékvezetők: Marosvári Attila Madarasi Attila |
| 2013. augusztus 31. 10:00 (UTC+2) | 5/14                  | Gól / emberelőny | 1/10             | Kaposvár, Magyarország Játékvezetők: Marosvári Attila Madarasi Attila |
| 2013. augusztus 31. 10:00 (UTC+2) | 1/1                   | Gól / ötméteres  | 1/2              | Kaposvár, Magyarország Játékvezetők: Marosvári Attila Madarasi Attila |

| 2013. augusztus 31. 11:30 (UTC+2) | BVSC-Zugló           | 7-9              | Kaposvári VK   | Kaposvár, Magyarország Játékvezetők: Németh András, Marosvári Attila |
| 2013. augusztus 31. 11:30 (UTC+2) | (1-2, 1–2, 3–3, 2–2) |                  |                | Kaposvár, Magyarország Játékvezetők: Németh András, Marosvári Attila |
| 2013. augusztus 31. 11:30 (UTC+2) | Kocidisz Nokilaosz 2 | Jegyzőkönyv      | Berta József 3 | Kaposvár, Magyarország Játékvezetők: Németh András, Marosvári Attila |
| 2013. augusztus 31. 11:30 (UTC+2) | 2/16                 | Gól / emberelőny | 3/14           | Kaposvár, Magyarország Játékvezetők: Németh András, Marosvári Attila |
| 2013. augusztus 31. 11:30 (UTC+2) | 0/2                  | Gól / ötméteres  | 1/1            | Kaposvár, Magyarország Játékvezetők: Németh András, Marosvári Attila |

| 2013. augusztus 31. 16:30 (UTC+2) | KSI SE               | 10-14            | BVSC-Zugló           | Kaposvár, Magyarország Játékvezetők: Németh András, Madarasi Attila |
| 2013. augusztus 31. 16:30 (UTC+2) | (1-4, 2–4, 3–3, 4–3) |                  |                      | Kaposvár, Magyarország Játékvezetők: Németh András, Madarasi Attila |
| 2013. augusztus 31. 16:30 (UTC+2) | három játékos 2      | Jegyzőkönyv      | Kocidisz Nokilaosz 3 | Kaposvár, Magyarország Játékvezetők: Németh András, Madarasi Attila |
| 2013. augusztus 31. 16:30 (UTC+2) | 5/15                 | Gól / emberelőny | 2/3                  | Kaposvár, Magyarország Játékvezetők: Németh András, Madarasi Attila |
| 2013. augusztus 31. 16:30 (UTC+2) | 0/0                  | Gól / ötméteres  | 2/2                  | Kaposvár, Magyarország Játékvezetők: Németh András, Madarasi Attila |

| 2013. augusztus 31. 18:00 (UTC+2) | Kaposvári VK         | 9-16             | Szolnoki Dózsa-KÖZGÉP | Kaposvár, Magyarország Játékvezetők: Madarasi Attila, Marosvári Attila |
| 2013. augusztus 31. 18:00 (UTC+2) | (1-6, 1–4, 4–3, 3–3) |                  |                       | Kaposvár, Magyarország Játékvezetők: Madarasi Attila, Marosvári Attila |
| 2013. augusztus 31. 18:00 (UTC+2) | két játékos 3        | Jegyzőkönyv      | Pásztor Mátyás 5      | Kaposvár, Magyarország Játékvezetők: Madarasi Attila, Marosvári Attila |
| 2013. augusztus 31. 18:00 (UTC+2) | 5/15                 | Gól / emberelőny | 5/12                  | Kaposvár, Magyarország Játékvezetők: Madarasi Attila, Marosvári Attila |
| 2013. augusztus 31. 18:00 (UTC+2) | 0/1                  | Gól / ötméteres  | 0/0                   | Kaposvár, Magyarország Játékvezetők: Madarasi Attila, Marosvári Attila |

| 2013. szeptember 1. 10:00 (UTC+2) | Kaposvári VK         | 15-8             | KSI SE        | Kaposvár, Magyarország Játékvezetők: Németh András, Marosvári Attila |
| 2013. szeptember 1. 10:00 (UTC+2) | (3-0, 3–3, 4–2, 5–3) |                  |               | Kaposvár, Magyarország Játékvezetők: Németh András, Marosvári Attila |
| 2013. szeptember 1. 10:00 (UTC+2) | két játékos 4        | Jegyzőkönyv      | két játékos 2 | Kaposvár, Magyarország Játékvezetők: Németh András, Marosvári Attila |
| 2013. szeptember 1. 10:00 (UTC+2) | 3/12                 | Gól / emberelőny | 1/12          | Kaposvár, Magyarország Játékvezetők: Németh András, Marosvári Attila |
| 2013. szeptember 1. 10:00 (UTC+2) | 2/2                  | Gól / ötméteres  | 3/4           | Kaposvár, Magyarország Játékvezetők: Németh András, Marosvári Attila |

| 2013. szeptember 1. 11:30 (UTC+2) | Szolnoki Dózsa-KÖZGÉP | 12-9             | BVSC-Zugló    | Kaposvár, Magyarország Játékvezetők: Madarasi Attila, Németh András |
| 2013. szeptember 1. 11:30 (UTC+2) | (3-1, 3–2, 3–3, 3–3)  |                  |               | Kaposvár, Magyarország Játékvezetők: Madarasi Attila, Németh András |
| 2013. szeptember 1. 11:30 (UTC+2) | Török 5               | Jegyzőkönyv      | két játékos 3 | Kaposvár, Magyarország Játékvezetők: Madarasi Attila, Németh András |
| 2013. szeptember 1. 11:30 (UTC+2) | 4/16                  | Gól / emberelőny | 2/10          | Kaposvár, Magyarország Játékvezetők: Madarasi Attila, Németh András |
| 2013. szeptember 1. 11:30 (UTC+2) | 2/2                   | Gól / ötméteres  | 1/1           | Kaposvár, Magyarország Játékvezetők: Madarasi Attila, Németh András |

### C csoport
A csoportmérkőzéseket Nagykanizsán rendezték. A csoportból két élvonalbeli csapat, a ZF-Eger és a Debreceni VSE jutott tovább.
| #  | Csapat                      | M | GY | D | V | DG–KG | GK  | P |
| -- | --------------------------- | - | -- | - | - | ----- | --- | - |
| 1. | ZF-Eger                     | 3 | 3  | 0 | 0 | 56–18 | +38 | 9 |
| 2. | Debreceni VSE               | 3 | 2  | 0 | 1 | 50–40 | +10 | 6 |
| 3. | Hegyvidék-YBL WPC           | 3 | 1  | 0 | 2 | 28–51 | -23 | 3 |
| 4. | Heat-Group Kanizsa (II. o.) | 3 | 0  | 0 | 3 | 29–54 | -25 | 0 |

### D csoport
A csoportmérkőzéseket Szentesen rendezték. A csoportból két élvonalbeli csapat, a FTC Waterpolo és a TEVA-Vasas  jutott tovább.
| #  | Csapat          | M | GY | D | V | DG–KG | GK  | P |
| -- | --------------- | - | -- | - | - | ----- | --- | - |
| 1. | FTC Waterpolo   | 3 | 2  | 1 | 0 | 34–27 | +7  | 7 |
| 2. | TEVA-Vasas      | 3 | 2  | 0 | 1 | 35–29 | +6  | 6 |
| 3. | Szentesi VK     | 3 | 1  | 1 | 1 | 34–37 | -3  | 4 |
| 4. | Orvosegyetem SC | 3 | 0  | 0 | 3 | 26–36 | -10 | 0 |

### Negyeddöntők
A csoportkörből továbbjutott nyolc csapatot „vaksorsolás”-sal négy párba sorsolták. Az első mérkőzéseken az előbb kisorsolt csapatok élveznek pályaválasztói jogot. A negyeddöntők során a csapatok két-két mérkőzést játszanak az elődöntőbe jutásért. A továbbjutásról a két mérkőzés összesített eredménye dönt.
| 1.csapat        | Össz. | 2.csapat              | 1. mérk. | 2. mérk. |
| --------------- | ----- | --------------------- | -------- | -------- |
| ZF-Eger         | 17–19 | Diapolo Szeged        | 11–10    | 6–9      |
| FTC Waterpolo   | 19–23 | TEVA-Vasas            | 9–9      | 10–14    |
| Racionet Honvéd | 11–15 | Kaposvári VK          | 9–9      | 2–6      |
| Debreceni VSE   | 11-25 | Szolnoki Dózsa-KÖZGÉP | 6-15     | 5-10     |

### Elődöntő
november 16., Szolnok,
| 1. csapat             | Eredmény | 2. csapat    |
| --------------------- | -------- | ------------ |
| Szolnoki Dózsa-KÖZGÉP | 11–8     | Vasas SC     |
| A-HÍD Szeged          | 15–4     | Kaposvári VK |

### Döntő
| 2013. november 17. 16:15 | AHÍD Szeged                                      | 9–5         | Szolnoki Dózsa-KÖZGÉP                    | Tiszaligeti uszoda, Szolnok Nézőszám: 700 Játékvezetők: Székely Balázs Marosvári Attila |
| 2013. november 17. 16:15 | (5–1, 2–1, 1–1, 1–2)                             |             |                                          | Tiszaligeti uszoda, Szolnok Nézőszám: 700 Játékvezetők: Székely Balázs Marosvári Attila |
| 2013. november 17. 16:15 | Kiss Cs. 3 Szivós 3 Juhász 1 Kunac 1 Molnár T. 1 | Jegyzőkönyv | Vámos 2 Mitrović 1 Hosnyánszky 1 Török 1 | Tiszaligeti uszoda, Szolnok Nézőszám: 700 Játékvezetők: Székely Balázs Marosvári Attila |

A Szeged kupagyőztes csapatának tagjai: Decker Ádám, Hegedűs Gábor, Jansik Szilárd, Juhász Zsolt, Kiss Csaba, Aljoša Kunac, Molnár Dávid, Molnár Tamás, Nagy Viktor, Sánta Dániel, Lukáš Seman, Szívós Márton, Tóth Márton, Török Krisztián, Vincze Márk, Zsigri Bence, vezetőedző: Vincze Balázs